# Oswald Ripa
Oswald August Ripa, född 25 april 1876 i Malmö, död 16 april 1946 i Stockholm, var en svensk apotekare.
Oswald Ripa var son till tullförvaltaren Axel Ludvig Ripa. Han blev apotekselev 1894 och avlade farmacie studiosiexamen 1897 och apotekarexamen 1903. Han hade apotekstjänst i Ronneby 1903–1919 och förestod samtidigt tillverkningen av arsenikjärnvatten vid Ronneby hälsobrunn, tjänstgjorde vid apotek i Karlskrona 1919–1921 samt var sekreterare och ombudsman hos centralstyrelsen för Sveriges apotekareförbund 1921–1926. Åren 1925–1930 innehade han apoteket i Malmköping och 1930–1943 apoteket Sankt Göran i Stockholm. Bland Ripas uppdrag inom apotekarkåren märks att han var ledamot av centralstyrelsen för Sveriges apotekareförbund 1925–1939 (ordförande från 1938) och av specialitetsnämnden hos Medicinalstyrelsen 1934–1942 samt tillhörde apotekarbefordringsnämnden 1928–1936. Han var redaktör för Svensk farmaceutisk tidskrift 1922–1926 och utgav det biografiska arbetet Slägten Ripa (1910). Under sin tid i Ronneby var han bland annat ledamot av stadsfullmäktige, hälsovårdsnämnden och drätselkammaren. Oswald Ripa är begravd på Bromma kyrkogård.